# Chantal (Haiti)
Chantal este o comună din arondismentul Les Cayes, departamentul Sud, Haiti, cu o suprafață de 160,36 km2 și o populație de 31.030 locuitori (2009).